# Лютенвештедт
Лютенвештедт (нем. Lütjenwestedt) — община в Германии, в земле Шлезвиг-Гольштейн.
Входит в состав района Рендсбург-Экернфёрде. Подчиняется управлению Ханерау-Хадемаршен.  Население составляет 595 человек (на 31 декабря 2010 года). Занимает площадь 22,31 км².